# Cratere Horner
Horner è un cratere sulla superficie di Venere. È intitolato alla geologa britannica Mary Horner Lyell.